# 弗拉基米尔·谢尔比茨基
弗拉基米尔·瓦西里耶维奇·谢尔比茨基（1918年2月17日—1990年2月16日），苏联烏克蘭裔党和国家领导人。曾任乌克兰苏维埃社会主义共和国部长会议主席，乌克兰共产党中央第一书记等职。
1986年4月，第一書記任內發生車諾比核災。

## 履历
- 1918年2月17日出生于乌克兰叶卡捷琳诺斯拉夫省上第聂伯罗夫斯克的一个工人家庭。1931年加入共青团。
- 1934年9月-1935年8月，共青团第聂伯罗彼得罗夫斯克州上第聂伯罗夫斯克区委员会指导员。
- 1935年9月-1936年7月，上第聂伯中学学习。
- 1936年8月-1941年6月，第聂伯罗彼得罗夫斯克化工学院机械系学习，获机械工程师职称。学习期间在当地工厂任绘图员、设计师、压缩机机械师，并毕业于一年制宣传学校。1941年4月加入联共（布）。
- 1941年6月-7月，第聂伯罗彼得罗夫斯克州上第聂伯罗夫斯克实验工厂机械师，副首席机械师。
- 1941年7月-1945年12月，苏联红军服役。

期间：
1941年7月-12月，莫斯科、撒马尔罕伏罗希洛夫军事防化学院学习。

1941年12月-1943年3月，外高加索方面军第34步兵团防化处长，第75步兵师独立坦克旅服役。

1943年3月-1945年12月，外高加索方面军防化处长助理，上尉军衔。
- 1946年1月-8月，第聂伯罗彼得罗夫斯克州第聂伯罗捷尔任斯克市奥尔忠尼启则焦化厂计划检修室主任。
- 1946年8月-1948年1月，乌共（布）第聂伯罗彼得罗夫斯克州第聂伯罗捷尔任斯克市奥尔忠尼启则焦化厂党组书记。
- 1948年1月-8月，乌共（布）第聂伯罗彼得罗夫斯克州第聂伯罗捷尔任斯克市委组织部长。
- 1948年8月-1951年12月，乌共（布）第聂伯罗彼得罗夫斯克市委第二书记。
- 1951年12月-1952年8月，乌共第聂伯罗冶金厂党组成员。
- 1952年8月-1954年2月，乌共（布）第聂伯罗捷尔任斯克市委第一书记。
- 1954年2月-1955年12月，乌共第聂伯罗彼得罗夫斯克州委第二书记。
- 1955年12月-1957年12月，乌共第聂伯罗彼得罗夫斯克州委第一书记。
- 1957年12月-1961年5月，乌共中央工业和建设委员会书记。
- 1961年2月-1963年6月，乌克兰苏维埃社会主义共和国部长会议主席。
- 1963年7月-1965年10月，乌共第聂伯罗彼得罗夫斯克州委第一书记。
- 1965年10月-1972年6月，乌克兰苏维埃社会主义共和国部长会议主席。
- 1972年5月-1989年9月，乌共中央第一书记兼基辅军区军事委员。
- 1989年9月起退休。
- 1990年2月16日因肺炎于基辅逝世，享年71岁。葬于拜科夫公墓。

谢尔比茨基是苏共19-27大代表，第22-27届中央委员，第22-23届中央主席团候补委员，第24-27届中央政治局委员，第20-21届中央审计委员；第5-11届苏联最高苏维埃联盟院代表，第4-10届乌克兰苏维埃社会主义共和国最高苏维埃代表。

## 主政乌克兰
在任乌共中央工业和建设委员会书记期间，在谢尔比茨基的建议下，乌克兰对新企业建设项目进行了修订，以确保它们与现代技术和工艺水平相适应。这些新建企业配备了高科技装备、机械化和自动化程度提高。同时，乌克兰还进行了养老金改革：男性退休年龄降至60岁，女性降至55岁。自1957年以来，工人逐渐转为7小时工作制，危险行业的工人逐渐转为6小时工作日（每周工作6天）。
任部长会议主席期间，谢尔比茨基呼吁将农业机械的生产建立在坚实的工业基础上，推进最经济、廉价和可靠的机器和设备的开发。乌克兰的交通运输业和公路建设也迅速发展。辛菲罗波尔-阿卢什塔-雅尔塔汽车和无轨电车公路改造建设完成。1961年，克里米亚开通了定期无轨电车服务，极大地改善了度假者的交通服务。部长会议决定开始部分重建和建设雅尔塔-阿卢普卡公路。集体农场从畜产品销售中获得可观的所得税优惠。次年，集体农场的建筑材料、金属和金属结构的价格下降。同时，牛奶、乳制品、畜禽国家收购价格平均上涨35%。集体农场最多可将苏联国家银行的债务延期六年，为购买矿物肥料、多年生草种、幼牛等提供短期贷款。
在谢尔比茨基领导乌克兰期间，乌克兰的经济实力增长了近四倍，工业产值增长了近五倍，农业产值几乎翻了一番。到1980年代末，乌克兰每年生产5100万吨粮食，人均粮食产量超过1吨。乌克兰的人口从1961年的4310万增加到1990年的5200万，即近900万人。谢尔比茨基为乌克兰文化做了很多贡献。在乌克兰，有60%的乌克兰语学校和40%的俄语学校。乌克兰国家舞蹈团和乌克兰国家民间合唱团发展起来，业余团体和图书馆成倍增加。乌克兰国家歌剧院和芭蕾舞剧院全苏闻名，基辅迪纳摩足球俱乐部成为苏联领先的足球俱乐部。
但在任第一书记期间，他甫一上任便主导清洗了37,000名亲谢列斯特（前任乌共第一书记）人士。对乌克兰化政策态度温和的谢列斯特被批评在乌克兰民族主义问题上表现软弱，并且在经济上有地方主义错误。谢列斯特和谢尔比茨基二人的差异仅在语言上就可判断出来，谢列斯特在公开场合讲乌克兰语，而谢尔比茨基只使用俄语。谢尔比茨基任内展开严苛的言论管控，大量逮捕异议人士，同时推行俄罗斯化政策，在教育领域全面采用俄语。谢列斯特统治期间活跃的乌克兰语媒体、学术与文化组织都遭到打压。
谢尔比茨基曾在1973年10月的一次党内演讲中称，作为一名心怀国际主义的乌克兰人，要体现出和全苏联人民的情谊，特别是和伟大的俄罗斯民族以及对其语言文化的兄弟情，俄语是革命的语言、列宁的语言，国际交流和团结的语言；他还曾声称“乌克兰人最可恶的敌人是乌克兰资产阶级民族主义和国际锡安主义”。
1986年，乌克兰普里皮亚季的切尔诺贝利核电站发生核事故，带来严重核污染威胁，第一书记谢尔比茨基因参与掩盖事实真相而遭受批评，他呼吁民众不要恐惧，还在基辅举行五一劳动节游行。1989年9月，他遭到米哈伊尔·戈尔巴乔夫的清洗，第一书记职务由弗拉基米尔·伊瓦什科继任。

## 荣誉
苏联：
- 两次社会主义劳动英雄称号（1974,1977）
- 1982年列宁奖
- 八次列宁勋章（1958,1968,1971,1973,1974,1977,1984,1988）
- 两次十月革命勋章（1978,1981）
- 一级卫国战争勋章（1985）
- 劳动英勇奖章（1959）
- 保卫高加索奖章（1945）
- 1941－1945年伟大卫国战争战胜德国奖章
- 乌克兰苏维埃社会主义共和国最高苏维埃主席团荣誉证书（1978）

捷克斯洛伐克：
- 胜利的二月勋章（1978）[11]

保加利亚：
- 格奥尔基·季米特洛夫勋章[12]

## 備注
1. ↑  俄語羅馬化：Vladimir Vasilyevich Shcherbitsky，發音：[vlɐˈdʲimʲɪr vɐˈsʲilʲjɪvʲɪtɕ ɕːɪrˈbʲitskʲɪj]
2. ↑  烏克蘭語羅馬化：Volodymyr Vasyliovych Shcherbytskyi